# Associazione Calcio Femminile Centomo Verona 1991-1992
Questa voce raccoglie le informazioni riguardanti la Associazione Calcio Femminile Centomo Verona nelle competizioni ufficiali della stagione 1991-1992.

## Rosa
Rosa aggiornata all'inizio della stagione.
| N. |                       | Ruolo | Calciatore         |
| -- | --------------------- | ----- | ------------------ |
|    | Italia (bandiera)     | P     | Elena Bon          |
|    | Italia (bandiera)     | P     | Martina Ferro      |
|    | Italia (bandiera)     | P     | Deborah Montagnani |
|    | Italia (bandiera)     | D     | Michela Boccagni   |
|    | Italia (bandiera)     | D     | Valeria Castagna   |
|    | Italia (bandiera)     | D     | Sabrina Losi       |
|    | Italia (bandiera)     | D     | Mara Menin         |
|    | Italia (bandiera)     | D     | Erika Perbellini   |
|    | Jugoslavia (bandiera) | D     | Marija Radin       |
|    | Italia (bandiera)     | C     | Sabrina Brunelli   |
|    | Scozia (bandiera)     | C     | Catherine Casey    |

| N. |                   | Ruolo | Calciatore           |
| -- | ----------------- | ----- | -------------------- |
|    | Italia (bandiera) | C     | Maria Crosina        |
|    | Italia (bandiera) | C     | Claudia Fracasso     |
|    | Italia (bandiera) | C     | Valentina Melchiorri |
|    | Italia (bandiera) | C     | Patrizia Monese      |
|    | Italia (bandiera) | C     | Elena Padovani       |
|    | Italia (bandiera) | C     | Marina Pellizzer     |
|    | Italia (bandiera) | C     | Maria Perna          |
|    | Italia (bandiera) | A     | Cristina Del Ben     |
|    | Italia (bandiera) | A     | Cristina Fecondo     |
|    | Italia (bandiera) | A     | Anna Fiscardi        |